# Sveti Anton na Pohorju
Sveti Anton na Pohorju, pogosto zapisano okrajšano kot Sv. Anton na Pohorju, je naselje v Občini Radlje ob Dravi.